# Vágta (film, 2003)
A Vágta (eredeti cím: Seabiscuit) 2003-ban bemutatott amerikai sportfilm, amelynek rendezője, forgatókönyvírója és társproducere Gary Ross. A film alapjául Laura Hillenbrand Seabiscuit: An American Legend című 1999-es bestsellere szolgált, mely egy Seabiscuit nevű versenyló történetét meséli el. A főbb szerepekben Tobey Maguire, Jeff Bridges, Chris Cooper és Elizabeth Banks látható.
Az Amerikai Egyesült Államokban 2003. július 25-én mutatták be a mozikban.
A 76. Oscar-gálán hét jelölést kapott, köztük a legjobb film kategóriában, de egyiket sem nyerte meg – köztük hatot A Gyűrűk Ura: A király visszatér vihetett el.

## Cselekmény
Az 1930-as évek Amerikája: az országot a nagy gazdasági világválság sújtja. A fiatal Red Pollardot szülei egy gyámra bízzák, mivel a családnak már nincs pénze arra, hogy minden gyereküket eltartsák. Ezzel egy időben Charles S. Howard autómágnás a csúcsra tör vállalkozásával, ám egy nap súlyos veszteség éri: fia, Frank közúti balesetben meghal. A tragédia után házassága is tönkremegy. Ezzel egy időben Tom Smith, akit az utolsó cowboynak is nevezhetünk, járja az országot, és próbál alkalmazkodni a modern élet hozományaihoz.
Sorsuk akkor kereszteződik, amikor Howard úgy dönt, Smitht alkalmazza az istállójában lévő lovak trénereként. Az együttműködés során egy lóversenyen Howard, aki időközben újra férjhez ment egy mexikói lányhoz, úgy dönt, megvásárol egy addig nem túl jó hírű lovat, melynek neve Seabiscuit.
Smith edzi a lovat, mert felismeri benne a lehetséges bajnokot, annak ellenére, hogy alacsony, kövér és lába is hibás. Miután formába hozta, a probléma már csak az, hogy zsokét találjon neki. Itt jön a képbe Pollard, aki fiatalkorában az országot járta, bokszmérkőzéseket vívott és zsokéként kereste a kenyerét. Seabiscuit és Pollard ugyanolyan ideges természetűek, így Smith, miután találkoznak, rájön, hogy egymásnak teremtették őket. Együttműködésük eredményeként Seabiscuit minden idők legnagyobb bajnokává válik, és megnyer néhányat a legrangosabb amerikai lóversenyek közül. Köztük egyet – amelyet az évszázad párbajának neveztek – a keleti part nagy bajnoka, War Admiral ellen, amiért 1938-ban az év legjobb lova címet érdemelte ki.

## Szereplők
| Színész          | Szerep                      | Magyar hang      | Magyar hang     |
| Színész          | Szerep                      | 1. szinkron      | 2. szinkron     |
| ---------------- | --------------------------- | ---------------- | --------------- |
| David McCullough | Narrátor (hangja)           | Bács Ferenc      | Szersén Gyula   |
| Tobey Maguire    | John "Red" Pollard          | Csőre Gábor      | Tóth Barna      |
| Michael Angarano | John "Red" Pollard fiatalon | Előd Botond      | Bogdán Gergő    |
| Jeff Bridges     | Charles S. Howard           | Szakácsi Sándor  | Sörös Sándor    |
| Chris Cooper     | Tom Smith                   | Trokán Péter     | Reviczky Gábor  |
| Elizabeth Banks  | Marcela Zabala-Howard       | Oroszlán Szonja  | Szávai Viktória |
| Gary Stevens     | George Woolf                | Sztarenki Pál    | Rába Roland     |
| William H. Macy  | "Tik-tak" McLaughlin        | Csuha Lajos      |                 |
| Eddie Jones      | Samuel Riddle               | Kránitz Lajos    | Várday Zoltán   |
| Michael O'Neil   | Mr. Pollard                 | Sebestyén András | Áron László     |

## Fordítás
- Ez a szócikk részben vagy egészben  a   Seabiscuit (film) című angol Wikipédia-szócikk ezen változatának fordításán alapul.  Az eredeti cikk szerkesztőit annak laptörténete sorolja fel. Ez a jelzés csupán a megfogalmazás eredetét és a szerzői jogokat jelzi, nem szolgál a cikkben szereplő információk forrásmegjelöléseként.